# Сепарабельный многочлен
Сепарабельный многочлен — многочлен над полем {\displaystyle K}, все неприводимые множители которого не имеют кратных корней в алгебраическом замыкании поля {\displaystyle K}.
Существует также альтернативное, близкое по сути, но неэквивалентное в общем случае определение: многочлен {\displaystyle P} сепарабелен, если он не имеет общих корней со своей формальной производной {\displaystyle P'}. Это последнее означает, что сам многочлен {\displaystyle P} (а не только его неприводимые над {\displaystyle K} сомножители) не имеет кратных корней в алгебраическом замыкании. В частности, для неприводимых многочленов оба определения эквивалентны.
Неприводимые многочлены над совершенными полями всегда сепарабельны — что включает, в частности, все поля характеристики ноль, а также все конечные поля.
Поскольку неприводимый многочлен (в силу алгоритма Евклида) взаимно прост со всеми многочленами меньшей степени, он может оказаться несепарабельным, только если его производная равна нулю. Поэтому, несепарабельность — феномен, проявляющийся только в положительной характеристике: для неприводимого несепарабельного многочлена {\displaystyle P} должно иметь место представление:
{\displaystyle P(X)=Q(X^{p})},
где {\displaystyle Q} — также неприводимый многочлен, а {\displaystyle p} — характеристика поля. Исходя из этого, легко построить пример несепарабельного многочлена, например, таков многочлен:
{\displaystyle P(X)=X^{p}-T}
над полем {\displaystyle K=\mathbb {F} _{p}(T)} рациональных функций от одной переменной {\displaystyle T} над полем из {\displaystyle p} элементов {\displaystyle \mathbb {F} _{p}}. Действительно, при переходе к алгебраическому расширению (или просто при присоединении {\displaystyle T^{1/p}} к полю {\displaystyle K}):
{\displaystyle P(X)=X^{p}-(T^{1/p})^{p}=(X-T^{1/p})^{p}},
иными словами, {\displaystyle T^{1/p}} является (единственным) корнем кратности {\displaystyle p}.